# 風の子でいたいね
『風の子でいたいね』（かぜのこでいたいね）は、キンモクセイが2003年10月22日に発表した2作目のアルバムである。

## 解説
打ち込みの「パリジェンヌ」、「香港計画」を除き、一発録りで録音された。

## 収録曲
- 全作詞・作曲：伊藤俊吾（特記以外）

1. 風の子
編曲：キンモクセイ&澤近泰輔
2. 愛の食事
編曲：キンモクセイ&佐橋佳幸
3. 真っ白
編曲：キンモクセイ&佐橋佳幸
4. 人とコウモリ
編曲：キンモクセイ&佐橋佳幸
  - 7thシングル。
5. Lemonade
作詞・作曲：張替智広、編曲：キンモクセイ
  - 張替智広がボーカルを担当[2]。
6. 恋人なくした
編曲：キンモクセイ&澤近泰輔
  - 9thシングル「むすんでひらいて」のカップリングに「恋人なくした〜冬〜」としてリメイクされた。
7. 日曜日の夜
作詞：伊藤俊吾&後藤秀人、作曲：後藤秀人、編曲：キンモクセイ&鈴木茂
  - 7thシングル。
8. パリジェンヌ
作詞・作曲：佐々木良、編曲：キンモクセイ
  - ボーカルを佐々木良が担当[2]。
9. 香港計画
作詞・作曲：佐々木良、編曲：キンモクセイ&澤近泰輔
  - 「パリジェンヌ」同様ボーカルを佐々木良が担当[2]。
10. 車線変更25時
編曲：キンモクセイ&佐橋佳幸
  - 5thシングル。
11. 悲しみ草
編曲：キンモクセイ
12. Pocket Song
作詞・作曲：張替智広、編曲：キンモクセイ
  - 6thシングルのカップリング曲。
13. 同じ空の下で
編曲：キンモクセイ&佐橋佳幸
  - 6thシングル。
14. 【付録】追伸のテーマ〜さらばキンモクセイ〜
作曲・編曲：キンモクセイ
  - 文化放送の竹内靖夫アナウンサーがナレーションを担当している。